# Chiesa di San Giorgio Martire (Capriolo)
La chiesa di San Giorgio Martire è la parrocchiale di Capriolo in provincia di Brescia. Risale al XIII secolo.

## Storia

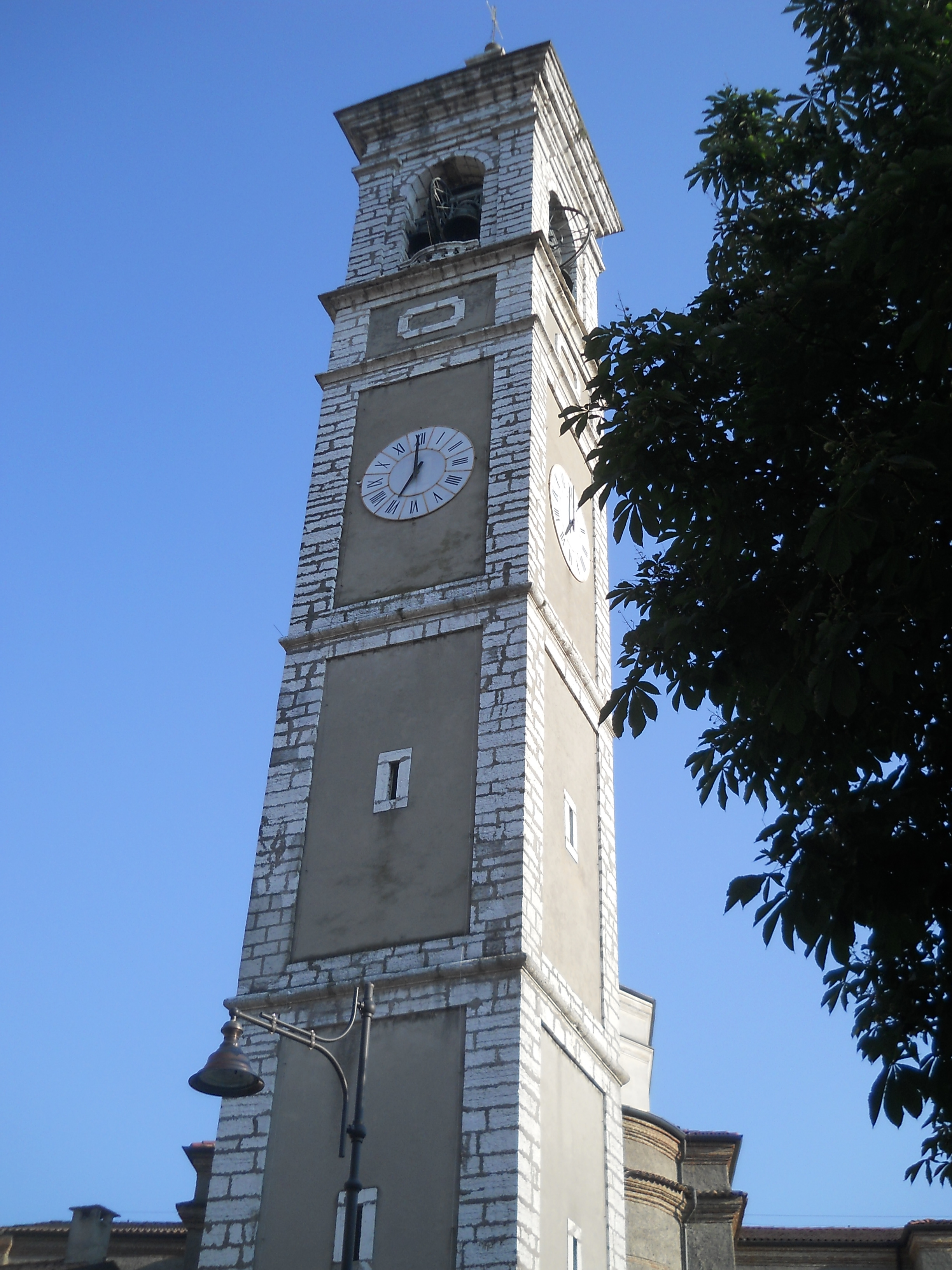
Torre campanaria della chiesa di San Giorgio Martire

La primitiva chiesa a Capriolo venne documentata nel XIII secolo con dedicazione ai santi Gervasio e Protasio.
Nel XVI secolo era già presente una torre campanaria e dopo la metà del secolo seguente l'intero edificio fu oggetto di una ricostruzione che portò ad ampliarne le dimensioni. Nel 1680 tali lavori si conclusero. Quattro anni dopo si iniziò la ricostruzione della torre campanaria completata poi nel 1741.
Nel XVIII secolo gli interni vennero arricchiti con affreschi e sculture. Nel 1764 Andrea Fantoni realizzò in legno la cantoria e nel 1772 la torre campanaria fu restaurata e dotata di un orologio. Sempre i Fantoni realizzarono poi il monumentale altare in legno intagliato mentre venne costruito un primo organo.
Nella prima metà del XIX secolo nella cantoria venne costruito l'organo dai Serassi di Bergamo poi l'intero edificio venne restaurato e furono sostituite le grandi vetrate. Nel 1887 iniziò un ampliamento dell'edificio che, dopo le fasi iniziali, seguì il progetto presentato da Carlo Melchiotti che portò a tre navate la sala ed al mantenimento dell'aspetto della facciata. I lavori strutturali interni finirono nel 1893 poi si restaurarono la facciata e gli arredi. Egidio Sgritta (che già aveva lavorato in chiese a Gromo e a Marmentino) curò la revisione dell'organo.
Il completamento dell'edificio venne realizzato nel 1911 e intanto venne demolita l'antica chiesa di San Rocco che sorgeva accanto. In quel momento il tempio assunse la forma moderna, con pianta a croce latina e grande cupola centrale, con la nuova sacrestia e l'arricchimento delle decorazioni nelle navate. La solenne consacrazione venne celebrata nel 1912 da Giacinto Gaggia, futuro vescovo di Brescia.
Nella seconda metà del XX secolo l'edificio venne restaurato nella sua copertura e anche per quanto riguarda l'organo. Gli ultimi interventi si sono avuti a partire dagli anni sessanta quando si sono riviste le decorazioni sulle pareti, si è realizzato l'adeguamento liturgico con conseguente sistemazione dell'altare e la ripavimentazione del presbiterio e si è restaurato ancora una volta l'organo.

## Descrizione
Nel secondo altare a destra della navata la Resurrezione è del Romanino mentre nella zona presbiteriale, sempre a destra, si conserva il Martirio dei santi Gervasio e Protasio di Callisto Piazza.